# مقاطعة فولين
مقاطعة فولين (بالأوكرانية:Волинська область) هي مقاطعة تقع في الشمال الغربي من أوكرانيا، تغطي أراضيها جزءا من المنطقة التاريخية فولينيا. مركزها الإداري هو لوتسك. يبلغ عدد سكانها 1,036,891 (حسب إحصائيات 2006)

## الجغرافيا
تقع فولين في الشمال الغربي لأوكرنيا بحيث يحدها شمالا بيلاروس، وغربا بولندا، و شرقا ريفنا أوبلاست، و من الجنوب مقاطعة لفيف. و تتربع على مساحة تقدر ب 20,144 كم²

## تاريخ
كانت فولين جزءا من كييف روس، قبل استقلال الإمارة وجزء من إمارة غاليسيا فولينيا الأوكرانية.
في القرن الخامس عشر كانت تحت السيطرة لليتوانيا، في 1569 تم تمريرها إلى بولندا
في ذلك الوقت كانت المنطفة مأهولة بالبولنديين والأوكرانيين، الإغريق والأرثوذكس، واليهود، والكاثوليك، فضلا عن التشيك والألمان.

تأسس إقليم فولين أوبلاست في 4 ديسمبر 1939، بعد غزو المنطقة من قبل الاتحاد السوفياتي وقد تم ضمها من شرق بولندا من قبل الاتحاد السوفياتي، بعد التوقيع على ميثاق مولوتوف ريبنتروب.
بعد الحرب العالمية الثانية، تم نقل السكان البولنديين إلى بولندا.

## النمو السكاني
الجدول التالي يبين النمو الديموغرافي من 1990 إلى 2012
| السنة | الخصوبة | المواليد | السنة | الخصوبة | المواليد | السنة | الخصوبة | المواليد |
| ----- | ------- | -------- | ----- | ------- | -------- | ----- | ------- | -------- |
| 1990  | 2,27    | 16 377   | 2000  | 1,55    | 11 924   | 2010  | 1,85    | 14 848   |
| 1991  | 2,11    | 15 227   | 2001  | 1,48    | 11 431   | 2011  | 1,81    | 14 620   |
| 1992  | 2,19    | 16 124   | 2002  | 1,51    | 11 780   | 2012  | 1,92    | 15 346   |
| 1993  | 2,09    | 15 540   | 2003  | 1,52    | 11 883   |       |         |          |
| 1994  | 1,98    | 14 769   | 2004  | 1,54    | 12 468   |       |         |          |
| 1995  | 1,80    | 13 598   | 2005  | 1,58    | 12 756   |       |         |          |
| 1996  | 1,78    | 13 467   | 2006  | 1,69    | 13 728   |       |         |          |
| 1997  | 1,73    | 12 897   | 2007  | 1,73    | 13 990   |       |         |          |
| 1998  | 1,70    | 12 619   | 2008  | 1,88    | 15 301   |       |         |          |
| 1999  | 1,53    | 11 798   | 2009  | 1,90    | 15 290   |       |         |          |

الجدول التالي يبين التقديرات السكانية من 1959 إلى 2011:
| 1959*   | 1970*   | 1979*     | 1989*     | 2001*     | 2008      | 2009      | 2010      | 2011      |
| ------- | ------- | --------- | --------- | --------- | --------- | --------- | --------- | --------- |
| 890٬456 | 974٬454 | 1٬015٬584 | 1٬061٬181 | 1٬060٬694 | 1٬036٬436 | 1٬036٬221 | 1٬036٬665 | 1٬037٬149 |